# Aleucanitis
Aleucanitis là một chi bướm đêm thuộc họ Noctuidae.